# Studio Akustische Kunst
Das Studio Akustische Kunst ist eine von Markus Heuger und Frank Hilberg (bis 2001 von Klaus Schöning) geleitete Abteilung des WDR-Hörfunks, die sich vor allem auf intermediale Klangproduktionen spezialisiert.
Die Hörspielredaktion des WDR 3 in Köln sendete seit dem 3. Januar 1963 unter der Bezeichnung Hörspiele im III. Programm. Seitdem hat sich diese Sendereihe zu einem der internationalen Zentren der Ars Acustica entwickelt. Ende der 1960er-Jahre wurde der Name zunächst in WDR3-HörSpielStudio und 1991 schließlich in Studio Akustische Kunst umbenannt. In der Reihe Ars Acoustica von WERGO werden CDs veröffentlicht.